# Hollywood Cowboy (film, 1937)
Pour les articles homonymes, voir Hollywood Cowboy, Looking for Trouble et Cowboy.
Pour plus de détails, voir Fiche technique et Distribution.
Hollywood Cowboy (titre alternatif : Looking for Trouble) est un film américain réalisé par Ewing Scott et George Sherman, sorti en 1937.

## Fiche technique
- Titre original : Hollywood Cowboy
- Titre alternatif : Looking for Trouble
- Réalisation : Ewing Scott et George Sherman
- Scénario : Daniel Jarrett, Ewing Scott
- Photographie : Frank B. Good
- Montage : Robert O. Crandall
- Musique : Abe Meyer
- Direction artistique : Frank Paul Sylos
- Décorateur de plateau :
- Costumes :
- Producteur : Leonard Goldstein, George A. Hirliman
- Société de production : George A. Hirliman Productions
- Distribution :  RKO Pictures
- Pays d'origine :  États-Unis
- Langue : Anglais
- Format : Noir et blanc - 35mm 1.37 : 1 - Son : Mono (RCA High Fidelity Sound System)
- Genre : Film d'aventure, Film d'action, Western
- Durée : 64 minutes
- Date de sortie : 
  - États-Unis : 28 mai 1937

## Distribution
- George O'Brien : Jeffery Carson
- Cecilia Parker : Joyce Butler
- Maude Eburne : Violet Butler
- Joe Caits : G. Gatsby (Shakespear) Holmes, Writer
- Frank Milan : Westbrook Courtney
- Charles Middleton : 'Doc' Kramer
- Lee Shumway : Benson
- Walter De Palma : Rolfe Metzger, le pilote
- Al Hill : Henchman Camby
- William Royle : Klinker
- Al Herman : Henchman Steger
- Frank Hagney : Gillie
- Dan Wolheim : Morey
- Slim Balch : Ranch hand Slim
- Sid Jordan : Ranch hand Morgan